# Carsta Löck
Carsta Löck, född 28 december 1902 i Deezbüll, död 19 oktober 1993 i Berlin, var en tysk skådespelerska. För en svenskspråkig publik är Löck främst känd som Krösa-Maja (dubbad av Isa Quensel) i filmerna om Emil i Lönneberga, baserade på Astrid Lindgrens böcker.

## Biografi
Löck växte upp i Kiel och arbetade först som tecknare. Hon gick sedan en skådespelarutbildning och debuterade i Berlin 1930 i rollen som Rosi i Die Schmetterlingsschlacht. Hon var sedan verksam på olika teaterscener i Berlin. Hon spelade från 1933 biroller i långfilmer, främst komedier. Hon blev lanserad som den enkla flickan från landet och spelade ofta roller som sekreterare, granne, soldatbrud och maka. Efter kriget fortsatte hennes filmkarriär men nu i roller som mor eller mormor. Hon spelade bland annat Ida Jungmann i filmen Buddenbrooks (1959). År 1989 mottog Löck filmbandet i guld för sina många år och verksamhet i den tyska filmen.

## Filmografi
- 1933: Wenn am Sonntagabend die Dorfmusik spielt
- 1933: Reifende Jugend
- 1933: Flüchtlinge
- 1933: Der Doppelbräutigam
- 1934: Die vier Musketiere
- 1934: Krach um Jolanthe
- 1934: Hermine und die sieben Aufrechten
- 1935: Wer wagt, gewinnt
- 1935: Die weißen Teufel (unvollendet)
- 1935: Der mutige Seefahrer
- 1935: Die klugen Frauen
- 1936: Wenn der Hahn kräht
- 1936: Flitterwochen
- 1936: Onkel Bräsig
- 1936: Spiel an Bord
- 1937: Heimweh
- 1937: Fremdenheim Filoda
- 1937: Autobus S
- 1937: Ein Volksfeind
- 1938: Die vier Gesellen
- 1938: Pour le mérite
- 1938: Die Hochzeitsreise
- 1939: D III 88
- 1939: Das Gewehr über
- 1939: Legion Condor (Ej avslutad)
- 1939: Kadetten
- 1939: Dein Leben gehört mir
- 1940: Sköna juveler (Ihr Privatsekretär)
- 1940: Mädchen im Vorzimmer
- 1940: Für die Katz
- 1940: Die lustigen Vagabunden
- 1940: Kampfgeschwader Lützow
- 1940: Über alles in der Welt
- 1940: Männerwirtschaft
- 1941: Jakko
- 1941: U-Boote westwärts!
- 1941: Kleine Mädchen, große Sorgen
- 1942: Stimme des Herzens
- 1943: Besatzung Dora
- 1943: Ein schöner Tag
- 1944: Freitag, der 13.
- 1945: Der große Fall
- 1945: Der stumme Gast
- 1945: Das Leben geht weiter (Ej avslutad)
- 1945: Dr. phil. Döderlein (Ej avslutad)
- 1947: Möte på hotell (Zwischen gestern und morgen)
- 1948: Film utan namn (Film ohne Titel)
- 1948: Der große Mandarin
- 1949: Die Kuckucks
- 1949: Die Buntkarierten
- 1949: Derby
- 1949: Kätchen für alles
- 1949: Hochzeit mit Erika
- 1950: Insel ohne Moral
- 1950: Eine Frau mit Herz
- 1951: Das seltsame Leben des Herrn Bruggs
- 1951: Das späte Mädchen
- 1952: Wochenend im Paradies
- 1952: Ich heiße Niki
- 1952: Ferien vom Ich
- 1952: Käpt'n Bay-Bay
- 1953: Hollandmädel
- 1953: Damenwahl
- 1953: Christina
- 1954: Heideschulmeister Uwe Karsten
- 1954: Morgengrauen
- 1954: Der Engel mit dem Flammenschwert
- 1954: Bei Dir war es immer so schön
- 1955: Oberwachtmeister Borck
- 1955: Griff nach den Sternen
- 1955: Der Major und die Stiere
- 1956: Drei Birken auf der Heide
- 1956: Heidemelodie
- 1956: Kirschen in Nachbars Garten
- 1956: Tierarzt Dr. Vlimmen
- 1957: Witwer mit fünf Töchtern
- 1958: Grabenplatz 17
- 1958: Mann im Strom
- 1959: Buddenbrooks – en familjs ära och förfall
- 1959: Der keusche Lebemann
- 1960: Mein Schulfreund
- 1960: Im Namen einer Mutter
- 1960: Wenn die Heide blüht
- 1961: Riviera-Story
- 1961: Eheinstitut Aurora
- 1961: Das Mädchen und der Staatsanwalt
- 1967: Vier Stunden von Elbe 1
- 1971: Emil i Lönneberga
- 1972: Nya hyss av Emil i Lönneberga
- 1973: Emil och griseknoen
- 1977: Feuer um Mitternacht
- 1979: Neues vom Räuber Hotzenplotz
- 1982: Der Schnüffler